# 1945 en sport automobile
Chronologie du Sport automobile
1944 en sport automobile - 1945 en sport automobile - 1946 en sport automobile

## Par mois

### Septembre
- 9 septembre : Grand Prix de Paris

## Naissances
- 1er janvier : Jacky Ickx, pilote automobile belge.
- 9 janvier : Henning Solberg, pilote de rallye norvégien.
- 26 janvier : David Purley, pilote automobile britannique. († 2 juillet 1985).
- 22 janvier : Jean-Pierre Nicolas, pilote  de rallye français.
- 6 février : Jean Xhenceval, pilote automobile belge.
- 18 février : Richard Lloyd, pilote automobile britannique. Fondateur de plusieurs écuries de course automobile. († 30 mars 2008).
- 19 février : Horst Felbermayr, Sr., pilote automobile autrichien.
- 2 avril : Guy Fréquelin, pilote automobile (rallye) français.
- 28 avril : Hengkie Iriawan, pilote automobile indonésien.
- 5 mai : Claude Bourgoignie, pilote automobile de nationalité belge.
- 15 mai : Jacques Guillot, pilote de courses de côte et sur circuit automobile français.
- 29 août : Jean Ragnotti, pilote automobile (rallye) français.
- 16 septembre : Kyösti Hämäläinen, pilote de rallyes finlandais.
- 7 octobre : Jean-Luc Thérier, pilote automobile (rallye) français.
- 12 novembre : George Ross Eaton pilote automobile canadien.
- 13 novembre : Masahiro Hasemi, pilote automobile japonais.
- 14 novembre : Brett Lunger, coureur automobile américain.